# Uchida Rio
Uchida Rio (内田 理央 Uchida Rio, sinh ngày 27 tháng 9 năm 1991 tại Hachiōji, Tokyo, Nhật Bản) là một nữ diễn viên và thần tượng áo tắm người Nhật Bản có liên kết với LesPros Entertainment. Cô được biết đến nhiều nhất với vai Kiriko Shijima, nữ anh hùng chính của bộ phim Kamen Rider Drive trong loạt phim Kamen Rider.

## Tiểu sử
Uchida debut vào tháng 4 năm 2010. Vào tháng 6 năm 2010, cô được chọn tham gia NTV Transgenic 2010. Vào tháng 9 năm 2010, Uchida là thành viên của đơn vị văn phòng không được chứng nhận BLTravel Fan Event Bust Tour của Beautiful Lady & Television's được thành lập sau LesPros Entertainment. Vào ngày 27 tháng 11 năm 2013, cô được chọn làm thành viên tuyển chọn của văn phòng LesPros Entertainment đã chứng nhận sự kiện Vol.1 sẽ được tổ chức vào ngày 25 tháng 1 năm 2014. Vào ngày 21 tháng 3 năm 2014, Uchida được chọn vào thành viên chính thức tốt nghiệp khóa một của khóa học công ty rạp hát Matsumoto Kazumi. Từ tháng 10 năm 2014, cô đóng vai chính trong bộ phim tokusatsu Kamen Rider Drive của TV Asahi với vai nữ chính, Kiriko Shijima.

## Diễn xuất

### Phim truyền hình
| Năm     | Tên phim                         | Vai diễn       | Kênh trình chiếu | Ghi chú         | Tham khảo |
| ------- | -------------------------------- | -------------- | ---------------- | --------------- | --------- |
| 2013    | Public Affairs Office in the Sky | guest          | TBS              |                 | [ 4 ]     |
| 2014–15 | Kamen Rider Drive                | Kiriko Shijima | TV Asahi         |                 | [ 5 ]     |
| 2015    | Okitegami Kyōko no Bibōroku      | Makuru Makuma  | NTV              |                 | [ 6 ]     |
| 2017    | Tomodachi Game                   | Shiho Sawaragi | TVK              | Vai chính       | [ 7 ]     |
| 2017    | Meals Shogi Player Loved         | Nayuta Tōge    | Fuji TV          | Vai chính       | [ 8 ]     |
| 2018    | Princess Jellyfish               | Mayaya         | Fuji TV          |                 |           |
| 2018–24 | Ossan's Love                     | Chizu Arai     | TV Asahi         | 3 mùa phát sóng | [ 9 ]     |
| 2021    | Thus Spoke Kishibe Rohan         | Naoko Osato    | NHK              | Tập 6           | [ 10 ]    |

### Phim điện ảnh
| Năm  | Tên phim                                                         | Vai diễn              | Ghi chú   | Tham khảo |
| ---- | ---------------------------------------------------------------- | --------------------- | --------- | --------- |
| 2014 | Kamen Rider × Kamen Rider Drive & Gaim: Movie War Full Throttle  | Kiriko Shijima        |           | [ 11 ]    |
| 2015 | Super Hero Taisen GP: Kamen Rider 3                              | Kiriko Shijima        |           | [ 12 ]    |
| 2015 | Kamen Rider Drive: Surprise Future                               | Kiriko Shijima        |           | [ 13 ]    |
| 2015 | Mr.Maxman                                                        | Rina Igarashi         |           | [ 14 ]    |
| 2015 | Kamen Rider × Kamen Rider Ghost & Drive: Super Movie War Genesis | Kiriko Shijima        |           |           |
| 2016 | Chimamire Sukeban Chainsaw                                       | Gīko Nokomura         | Vai chính | [ 15 ]    |
| 2018 | The Name                                                         |                       |           |           |
| 2018 | It's Boring Here, Pick Me Up                                     | Akane Morishige       |           |           |
| 2018 | Anoko no Toriko                                                  |                       |           |           |
| 2019 | Ossan's Love: The Movie                                          | Chizu Arai            |           |           |
| 2020 | Masked Ward                                                      | Sasaki                |           |           |
| 2021 | Remain in Twilight                                               |                       |           | [ 16 ]    |
| 2021 | Rika: Love Obsessed Psycho                                       |                       |           | [ 17 ]    |
| 2022 | Whisper of the Heart                                             | Yūko Harada (25 tuổi) |           | [ 18 ]    |
| 2023 | Undercurrent                                                     | Mina Fujikawa         |           | [ 19 ]    |

## Giải thưởng
| Năm  | Giải thưởng                               | Hạng mục             | Phim         | Kết quả   |
| ---- | ----------------------------------------- | -------------------- | ------------ | --------- |
| 2019 | Nikkan Sports Drama Grand Prix lần thứ 22 | Nữ phụ xuất sắc nhất | Ossan's Love | Đoạt giải |